# Pokolec liniowany
Pokolec liniowany (Acanthurus dussumieri) – gatunek ryby morskiej z rodziny pokolcowatych (Acanthuridae). Poławiana w celach konsumpcyjnych. Bywa hodowana w akwariach morskich. 

## Występowanie
Rafy koralowe Oceanu Indyjskiego i Spokojnego, na głębokościach 4–130 m. 

## Opis
Dorasta maksymalnie do 54 cm, jednak najczęściej występują osobniki do 35 cm. Pływa pojedynczo lub w grupach. Żywi się glonami i detrytusem.